# نیکول ریش
نیکول ریش (فرانسوی: Nicole Riche‎) بازیگر اهل فرانسه بود.
از فیلم‌ها یا برنامه‌های تلویزیونی که وی در آن نقش داشته است، می‌توان به آقای ونسان اشاره کرد.